# 四天王寺紅
四天王寺 紅 (してんのうじ こう、1956年5月14日)は、日本の女優、プランニングメイ所属。大阪市出身。
女優として映画、舞台、テレビドラマなどに出演。

大阪四天王寺学園出身。劇団俳小養成所・蜷川幸雄スタジオ０号(と言うらしい)・アジャｯクス（鈴木則文監督事務所）等を経て、現在プランニング・メイに所属。商業演劇・テレビ・ライブ・一人芝居で活躍する。最近は構成や、演出の以来も増えている。
【芸名の由来】
平成5年に大阪の和宗総本山四天王寺で、聖徳太子建立1400年記念の奉納劇を仰せつかり、一人芝居｢夢の中へ、太子ーその愛ー｣で聖徳太子を演じ、四天王寺105世滝藤尊教管長猊下から｢四天王寺 紅(こう)｣のお名前を戴き、清水さゆりから四天王寺 紅(こう)と改名する。
【出演】
【テレビ】
・フジTV｢ぬかるみの女｣  第5話～第10話   (1918年)
・関西TV ｢先生お・み・ご・と｣  (1982年)　益山時子役・レギュラー　
・テレビ朝日｢ドラマスペシャル  序の舞｣  (1984年)　お圭役
・NHK銀河ドラマ ｢まんだらやの良太｣  (1985年)　喫茶人魚姫のママ役・レギュラー
・NHK ｢婦人百科｣  (1986年)　聞き手
・関西TV ｢裸の大将放浪記｣  (1982年・光子役)
・ABC放送 ｢部長刑事｣　美子役・ゲスト
・テレビ東京 ｢雪は死の装い｣　梨枝役
・TBSTV ｢ホテル  ウーマン  スペシャル｣　編集長役
・テレビ朝日 ｢遠山の金さん｣ 
　　｢怪盗！鼠小僧異聞編｣　おりん役
　　｢仕組まれた目撃者編｣　おせん役                                         
・テレビ朝日 ｢愛しの刑事｣ (1993年)　山口友子役・ゲスト
・テレビ朝日 ｢用心棒  かかし半兵衛｣  (1993年)　渡哲也の女房役
・NHK ｢イキのいい奴｣ (1987年)　紫役
〈四天王寺 紅　改名後〉
・フジTV ｢春ちゃん４｣  (2000年)　峰子役・レギュラー
・テレビ朝日 ｢痛快時代劇スペシャル・柳生武芸帳｣  シリーズ
　　｢十兵衛あばれ旅｣　浦風役
　　｢十兵衛 五十人斬り｣　花千代役
・フジテレビ ｢腕まくり  看護婦物語｣　由美の母役
・TBSTV ｢警視庁  機動捜査隊216V｣  (2015 年)　本間晃子役
　　　　　　　　　　　　　　　　　　～等
【映画】
・岡本喜八監督  ｢ダイナマイトドンドン｣　朝子役
・赤石知幸監督  ｢免許がない｣　片岡鶴太郎の妻役
・鈴木則文監督  ｢大いなる助走｣　川口昌子役
〈四天王寺 紅　改名後〉
・井上眞介監督  ｢覇道｣　谷かず子役
・松本庵路監督  ｢KAMACHOP｣　岩瀬智恵子役
・井川広太郎監督  ｢キミサラズ｣　五月役
・西岡眞博監督  ｢泥の子と狭い家の物語｣　内田松子役
【舞台】
・蜷川幸雄演出  ｢戸口の外｣ 　女役
／｢近代能楽集　葵上｣  　六条康子役
・｢伊吹吾郎特別公演｣  (1985年・中座)  　小品役
・｢岩井友見特別公演｣  (1986年・中座)　芳沢さくら役   
・｢真田幸村ー青春ダイナマイトー｣ (1989年・ブディストホール)　霧隠才蔵役
・｢年忘れ爆笑特別公演｣  (1990年・中座)　お千代役
・｢田端義夫公演特別公演｣  (1987年～88年・中座・新宿コマ劇場・愛知厚生年金会館)　母親役　恋人役
〈四天王寺 紅  改名後〉
・｢歌と喜劇の年忘れ公演｣  (1993年・新宿コマ劇場)　紅花役
・｢坂本冬美特別公演｣  (1995年・新歌舞伎座)　およう役
・｢中条きよし特別公演｣  (1996年・新歌舞伎座)　おゆき役
・｢舟木一夫特別公演｣  (1996年・南座)　おもん役
・｢坂本冬美特別公演｣  (1997年・明治座)　お金役
・｢五木ひろし特別公演｣  (1998年・新歌舞伎座)　駒田役
・鴉組  ｢紫陽花｣  (1998年・深川小劇場)  　染次役
・鴉組  ｢遠雷｣  (2000年・深川小劇場)  お紺役
・レクラム舎  ｢ブラック・グラフティー｣  (2001年・シアターX)　みさこ役
・東京座  ｢TWOSEAM   ツーシーム｣  (2001年・ザムザ阿佐ヶ谷)
・鴉組  ｢野分｣  (2001年・深川小劇場)  千葉道場・千葉佐那　主役
・曽我廼家の喜劇  ｢えくぼ｣  (2002年・内幸町ホール)　秋子役・主役
・鴉組  ｢鴉が翔んだ｣  (2002年・深川小劇場)　灰神楽のお紋役
・レクラム舎  ｢雨降りしきる｣  (2003年・シアターX)　綾役
・曽我廼家の喜劇  ｢瓢の酒｣  (2004年・内幸町ホール)　すみ役
・｢大月みやこ特別公演｣  (2004年・新宿コマ劇場)　狭霧役
・｢大月みやこ特別公演｣  (2005年・新歌舞伎座)　鶴吉役
・｢松井まこと特別公演｣  (2005年・明治座)　お仙役
・｢川中美幸特別公演｣  (2007年・御園座)　すず役
・｢川中美幸特別公演｣  (2007年・新歌舞伎座)　お満役
・月蝕歌劇団  ｢寺山修司｣  (2007年・紀伊国屋ホール)　寺山修司の母  はつ役
・｢中村美律子・中条きよし特別公演｣  (2008年・新宿コマ劇場)　フミ子役
・｢川中美幸特別公演｣  (2008年・新歌
舞伎座)　福葉役
・｢河童の茶の間｣｣  (2010 年・テアト
ロBONBON)　真由美役
・｢天童よしみ特別公演｣  (2011年・御園座・博多座)　赤坂役
・｢天童よしみ｣  (2012年・新歌舞伎座)　赤坂役
・川中美幸 四天王寺紅 コラボ  ｢くれない燃ゆ　お吉情話｣   (2013年・渋谷まいどおおきに)　詩劇　お吉役
・劇団若獅子  ｢続・大菩薩峠｣  (2014年・名鉄ホール・国立文楽劇場・一ツ橋ホール)　おたま役
・｢だいこん｣  (2014年・中日劇場)　おくら役
・錦織一清演出  ｢あゝ  同期の桜｣  (2015年・イマジンスタジオ)　まき役
・｢川中美幸特別公演｣  (2016年・新歌舞伎座)
・あ・うんグループ   ｢恋はいたずら｣(2017年・高円寺2)　お香役
・あ・うんグループ  ｢道成寺｣ (2017年・高円寺2)　竹宮役
・｢川中美幸特別公演｣  (2018年・新歌舞伎座)　原田節子役
・あ・うんグループ   ｢侍三銃士｣  (2018年・銀座博品館)　初音役
・あ・うんグループ   ｢阿国山三｣  (2019年・銀座博品館)　近衛清子役
・NACプロ  ｢チェーホフ作　桜の園｣  (2019年・ドーンセンター)　ラネーフスカヤ役・主役
・｢氷川きよし特別公演｣  (2020年・明治座・新歌舞伎座)　如月役
他
★〈プロデュース公演・出演〉
・上方喜劇の会  ｢おやじのツボ・トホホな甚五郎｣  (2006年・シアターV赤坂)
・｢喜劇ライブ  Ⅰ ｣  アミューズミュージアム
★〈演出・構成・出演〉
・｢楽屋～流れ去るものはやがてなつかしき～｣  (2016年フラミンゴ・ジー・アルーシャ／2017年・ウッディシアター中目黒)
・｢綾糸　班女・刺青｣  (2014年・まいどおおきに)
・｢紅ちゃんとちょい悪親父のおもちゃ箱｣  (2015年)
・｢紅ちゃんとちょい悪女のおもちゃ箱｣  (2020年)
・｢紅ちゃんのおもちゃ箱｣シリーズ
★一人芝居
①薔薇枝亭公演  ｢俳人鬼貫幻想｣  (伊丹市民会館大ホール)　鬼貫役
②山路企画  ｢夢おんな  まぼろしのおなつ ー見果てぬ恋の夢ー｣  (1985年・テイジンホール)　おなつ役
〈四天王寺紅改名後〉
③大本山四天王寺奉納劇  ｢夢の中へ  ー聖徳太子、その愛ー｣  (1993年・四天王寺講堂前特設ステージ)　聖徳太子役
④ヴォーカル創立25周年記念公演  ｢ジャン・コクトー作・声｣  (2000年初演・ブディストホール 等)　女役
⑤大本山四天王寺宵太子イベント  ｢百年の女｣  (2003年・四天王寺仁王門前)　女役
⑥スペースmaru  ｢夢おんな  まぼろしの六条御息所｣  (2009年初演・京都新風館・内幸ホール 等)　六条御息所役
⑦｢夢おんな　まぼろしのお吉｣  (2010年初演・Lotus   Calyx ・ 江戸松原 等)　お吉役
⑧｢エディット・ピアフ  ミニミニス　　トーリー｣  (2019年初演・銀座 シグナス・バルバラ 等)　エディット・ピアフ役
⑨宮本研作  ｢花いちもんめ｣  (2022年・京都BLACK  WAVE)　巡礼の女役
【ライヴ】
・AC企画  ｢しみずさゆり  Virginライブ｣〈山本寛之 jointライブ〉(1983年・バナナホール)
★清水さゆりディナーショー (企画もの)
東洋ホテル(1987年)／プレイボーイクラブ／横浜ロイヤルパークホテル(2000年)／如水会館(1994年)／ヒルトン東京ベイホテル（1995年)／新高輪ホテル(2005年・飛天の間)／赤坂金竜 (2009年・一人芝居  六条御息所)／江戸松原 (2015年・一人芝居  まぼろしのお吉)／Movespect (ジャン・コクトー作 声)  等